# Ortheziolacoccus demeteri
Ortheziolacoccus demeteri  (лат.) — вид мелких пластинчатых червецов семейства Ortheziidae. Эндемик Эфиопии.

## Распространение
Африка: Эфиопия (на высоте 2800 м).

## Описание
Мелкие пластинчатые червецы. Длина 1,74 мм, ширина 1,39 мм. Сверху спина самок покрыта восковыми пластинками. Усики 3-члениковые. Обнаружены на листьях, питаются соками растений. Вид был впервые описан в 1999 году под венгерскими энтомологами Ференцем Кошаром и Сюзанной Кончне Бенедикти (Ferenc Kozár, Zsuzsanna Konczné Benedicty; Plant Protection Institute, Centre for Agricultural Research, Hungarian Academy of Sciences, Будапешт, Венгрия). Таксон включён в состав рода Ortheziolacoccus Kozár, 2004 вместе с видами O. angolaensis, O. benedictyae, O. barrosmachadoi, O. fercsii, O. ethiopiensis, O. giliomeei, O. jermyi, O. madecassa, O. mahunkai, O. millari, O. multisetosus, O. nelliae, O. saringeri, O. williamsi и другими.